# 小行星8642
小行星8642（英語：8642）是一颗围绕太阳公转的小行星。1988年9月14日，舒爾特·巴斯在托洛洛山发现了此天体。
这颗小行星的绝对星等为339.8182645179469等。